# دفتر قانون‌گذاری کابینه
دفتر قانون‌گذاری کابینه (内閣法制局 naikakuhōseikyoku) یک آژانس دولتی ژاپن است که به اعضای هیئت دولت در مورد تهیه پیش نویس قانون برای دایت ملی توصیه می‌کند. آژانس با بررسی لوایح، دستورات و معاهدات به عنوان مشاور حقوقی هیئت دولت عمل می‌کند. همچنین در مورد موارد حقوقی نظرات را به نخست‌وزیر و سایر وزرای کابینه ارائه می‌دهد.

## بخش‌ها
دفتر با پشتیبانی از نقش‌های خود در ارائه نظر و بررسی، به چهار بخش تقسیم می‌شود:

### بخش اول
بخش اول کار نظریه‌پردازی را انجام می‌دهد و در مورد پیش نویس قانون نظر می‌دهد و آن را تفسیر می‌کنند. البته تفسیر واقعی قانون توسط دادگاه‌ها انجام می‌شود. دفتر تحقیقات بایگانی مشروطه نیز در بخش اول مستقر است.

### بخش دوم
بخش دوم کار بازرسی را انجام می‌دهد. این بخش لایحه‌های قانونی در حال بررسی، پیش نویس دستورهای هیئت دولت و پیش نویس معاهدات مربوط به کابینه‌های وزارت دادگستری، وزارت آموزش، فرهنگ، ورزش، علوم و فناوری؛ وزارت زمین، زیرساخت، حمل و نقل و جهانگردی؛ و وزارت دفاع ژاپن را بررسی می‌کند.

### بخش سوم
بخش سوم کار بازرسی را انجام می‌دهد. این بخش لایحه‌های قانونی در حال بررسی، پیش نویس دستورهای هیئت دولت و پیش نویس معاهدات مربوط به کابینه‌های آژانس خدمات مالی، وزارت امور داخله و ارتباطات، وزارت امور خارجه ژاپن، وزارت دارایی و هیئت حسابرسی را بررسی می‌کند.

### بخش چهارم
بخش چهارم کار بازرسی را انجام می‌دهد. این بخش لایحه‌های قانونی در حال بررسی، پیش نویس دستورهای هیئت دولت و پیش نویس معاهدات مربوط به کابینه‌های کمیسیون تجارت عادلانه؛ کمیسیون هماهنگی اختلافات محیطی؛ وزارت بهداشت، کار و رفاه، وزارت زراعت، جنگلداری و شیلات، وزارت اقتصاد، تجارت و صنعت؛ و وزارت محیط زیست را بررسی می‌کند.